# Billy Bonds
William Arthur „Billy“ Bonds MBE (* 17. September 1946 in Woolwich, London) ist ein englischer Fußballspieler und -trainer, der oft mit West Ham United assoziiert wird und mit 793 Pflichtspielen bis heute Rekordhalter des Vereins ist. Er begann als Mittelfeldspieler, in der Saison 1973/1974 erzielte er 13 Tore in der First Division. Später wechselte er auf die Position des Innenverteidigers.
1967 wechselte er von Charlton Athletic zu West Ham United und blieb dort mehr als 20 Jahre, erzielte in seinen 663 Ligaspielen für den Verein (die ebenfalls einen Vereinsrekord darstellen) 48 Tore. Nach dem Weggang von Bobby Moore 1974 wurde er zum neuen Kapitän ernannt, avancierte zum Lokalhelden und ist der einzige West-Ham-Kapitän, der zweimal den FA Cup gewinnen konnte, nämlich 1975 und 1980.
1990, nachdem er das Spielen aufgegeben hatte, wurde er Trainer der Hammers. Dieses Amt übte er vier Jahre lang aus, bevor ihn Harry Redknapp beerben sollte. Er wurde 1988 in den Order of the British Empire aufgenommen. Ende der Saison 2012/2013 wurde Bonds als erster Spieler von West Ham United mit der Lifetime Achievement Award des Vereins ausgezeichnet.